# برقع (علم النبات)

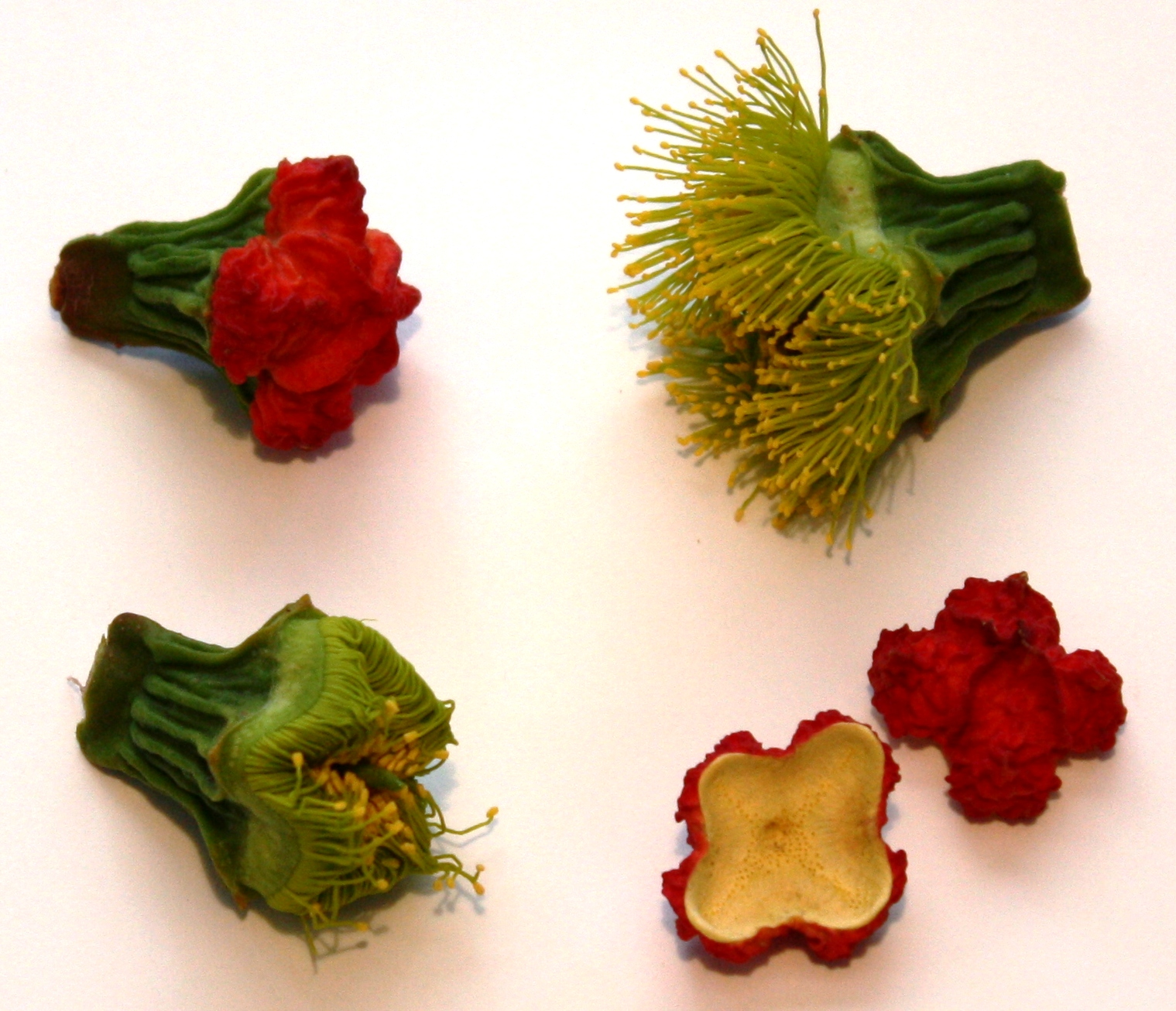
برقع أحمر

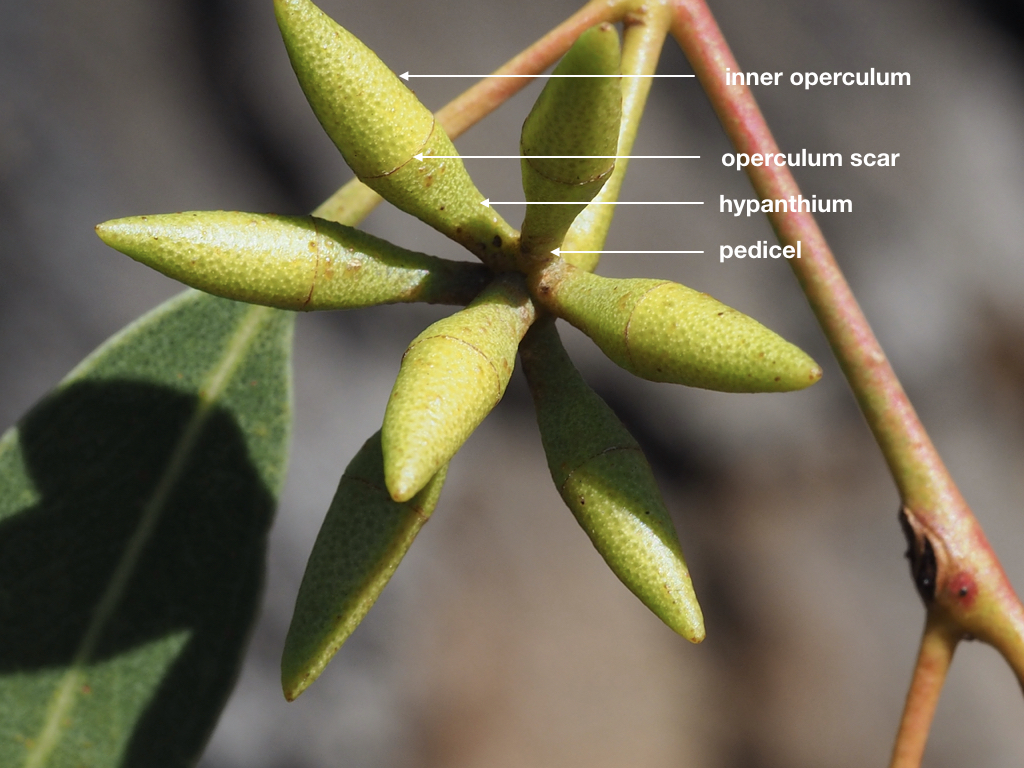

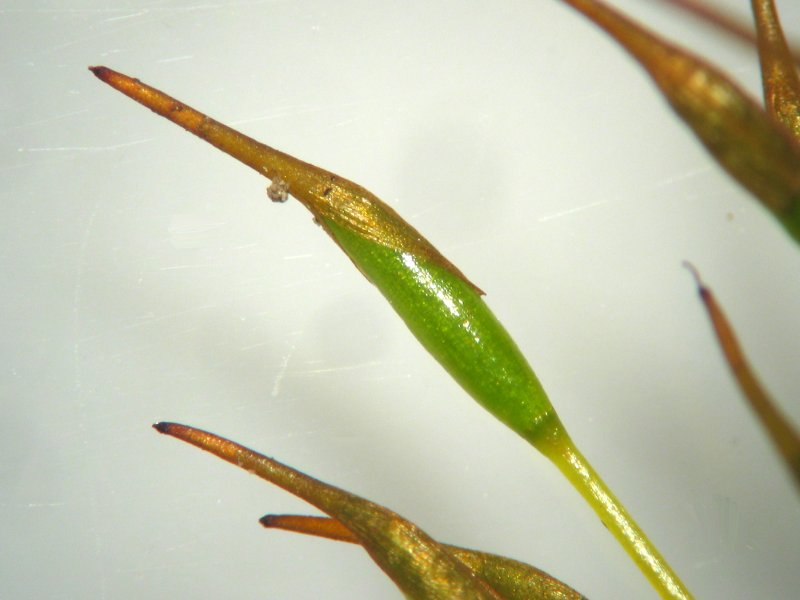

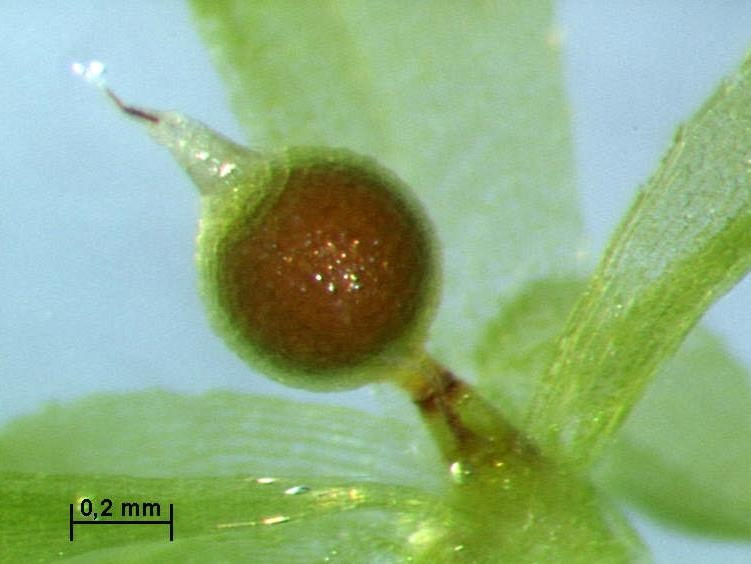

البُرْقُع هو في علم النباتهيكل يشبه الغطاء في بعض كاسيات البذور والنباتات الحزازية والفطريات. إنه غطاء أو غطاء أو غطاء ، يصف ميزة في علم تشكل النبات.